# Masato Yamasaki
Masato Yamasaki (山崎 理人 Yamasaki Masato?, nacido el 7 de abril de 1980 en Fukuoka) es un exfutbolista japonés. Jugaba de centrocampista y su último club fue el New Wave Kitakyushu de Japón.

## Trayectoria

### Clubes
| Club                | País  | Año         |
| ------------------- | ----- | ----------- |
| Kyoto Purple Sanga  | Japón | 1999 - 2000 |
| Mito HollyHock      | Japón | 2001 - 2003 |
| New Wave Kitakyushu | Japón | 2005 - 2006 |